# Escalima
Escalima is een geslacht van tweekleppigen uit de  familie van de Limidae.

## Soorten
- Escalima goughensis (Melvill & Standen, 1907)
- Escalima murrayi (E. A. Smith, 1891)
- Escalima regularis Powell, 1955